# حجاب‌هراسی

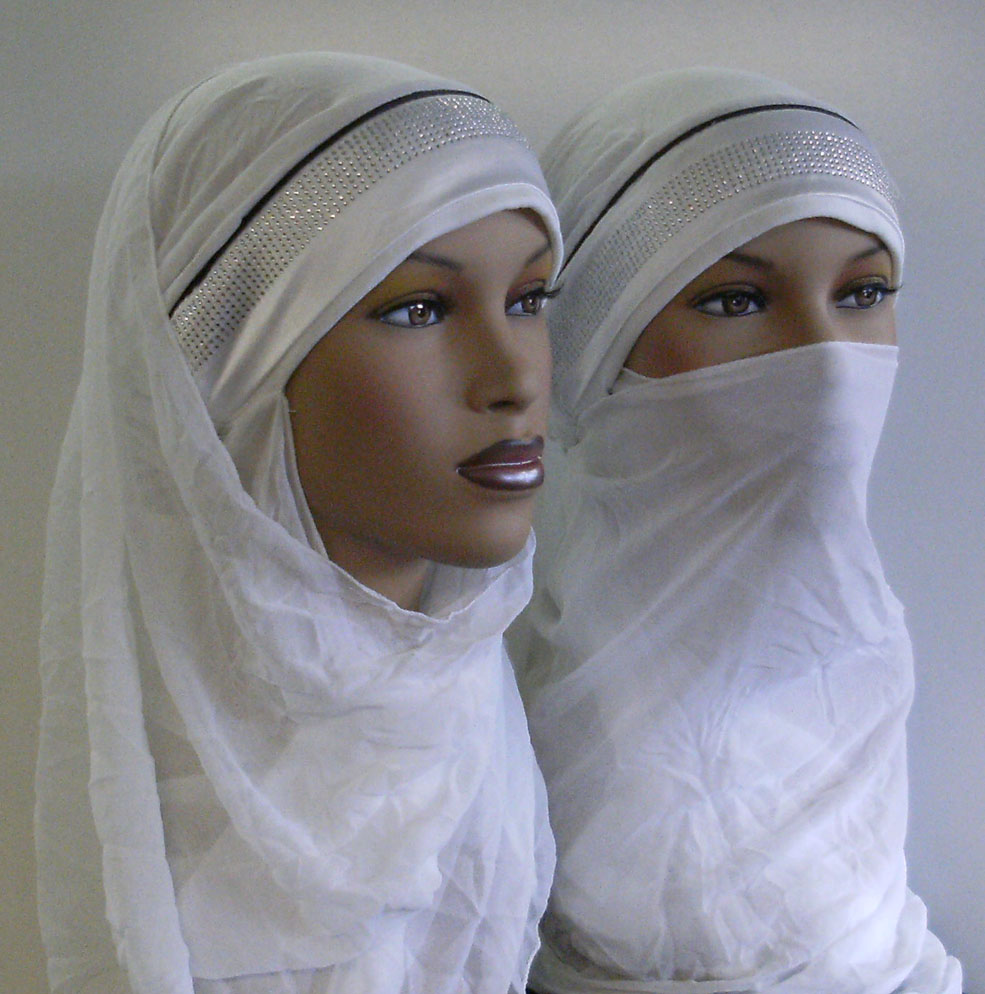
حجاب مسلمین(تصویر سمت راست پوشیه یا روبند هم اضافه شده است)

حجاب‌هراسی نوعی تبعیض مذهبی و فرهنگی علیه زنان مسلمان محجبه است. این تبعیض در اماکن عمومی، کار و تحصیل، نمودهایی داشته‌است.

## تحلیل و بررسی
حجاب‌هراسی اصطلاحی است که به تبعیض علیه حجاب اسلامی زنان از جمله حجاب، چادر، نقاب و برقع اطلاق می‌شود. فی‌الواقع، این فوبیا نوعی خاص از اسلام‌هراسی، یا به عبارت ساده‌تر «خصومت با حجاب» در نظر گرفته می‌شود. این اصطلاح به گفتمان مبتنی بر بازنمایی استعماری از زنان مسلمان به عنوان قربانیانی که توسط فرهنگ‌های زن‌ستیز در محافل دانشگاهی سرکوب شده‌اند، اطلاق می‌شود.
به گزارش روزنامه گازته، حجاب‌هراسی در فرانسه یک پدیده ملی است و گواهش هم ماجرای روسری در سال ۱۹۸۹ است. (به فرانسوی: l'affaire du foulard‎). به گفته آیهان کایا{، در فرانسه اسلام هراسی با حجاب هراسی آمیخته شده‌است. حمزه در مقاله‌ای در سال ۲۰۱۲ معتقد است که «حجاب‌هراسی» جنبه‌های جنسیتی اسلام‌هراسی در بر می‌گیرد که در آن زنان مسلمان، بار عمده حملات ضداسلامی را متحمل می‌شوند. : 25 
وینسنت گیسر، دانشمند علوم سیاسی، استدلال می‌کند که حجاب هراسی پس از حملات یازده سپتامبر گسترش بیشتری یافت، همان‌طور که تعداد قوانین تنظیم و محدودکننده حجاب در اماکن عمومی و ادارات دولتی نشان می‌دهد. یک مطالعه نشان داد که دختران مسلمان در لندن هنگام استفاده از حجاب در خارج از جوامع نزدیک خود، تبعیض و فشار اجتماعی را برای عدم رعایت حجاب احساس می‌کردند. علاوه بر این، بر اساس ای‌سی‌ال‌او، ۶۹ درصد از زنانی که حجاب داشتند، حداقل یک مورد تبعیض را گزارش کردند، در حالی که ۲۹ درصد از زنانی که حجاب نداشتند گزارش مشابهی کرده‌اند.

## آشکارسازی‌ها

### محل‌های کار

#### دیوان دادگستری اروپا
دادگاه عالی اتحادیه اروپا، دادگاهی که وظیفه دادگستری را در اروپا را برعهده دارد، در ۱۴ مارس ۲۰۱۷  به کارفرمایان اجازه داد «کارمندان را از پوشیدن نمادهای مذهبی قابل مشاهده» مانند حجاب منع کنند. این تصمیم به دلیل پنهان کردن آنچه مسلمانان به عنوان «حمله مستقیم به زنان با حجاب در محل کار» توصیف کردند مورد انتقاد قرار گرفت. در نتیجه، تا سال ۲۰۱۷، دو زن از فرانسه و بلژیک به دلیل امتناع از برداشتن حجاب از کار اخراج شدند. سمیرا آچبیتا، یک زن بلژیکی، در نتیجه حکم دادگاه از کار در شرکت خود (G4S) اخراج شد. OpenDemocracy استدلال می‌کرد که این حکم ظاهراً مبتنی برخاست کارفرما «برای نشان دادن موضع بی‌طرفی» است و از این رو حکم دادگاه عادی‌سازی حجاب‌هراسی است.

### مکان‌های عمومی
مواردی وجود دارد که پوشش مسلمانان در اماکن عمومی ممنوع شده‌است. استفاده از برقع طبق قوانین محلی در اسپانیا در سال ۲۰۱۰ ممنوع اعلام شد، هر چند این قوانین شروع به توسط دیوان عالی اسپانیا در دگرگون شود 2013. به‌طور مشابه، در سال ۲۰۱۶، شورای دولتی فرانسه ممنوعیت بورکینی توسط بیش از ۳۰ شهرداری فرانسه را به عنوان اسلام هراسی لغو کرد. ممنوعیت پوشش سر توسط فیفا در سال‌های ۲۰۱۱–۲۰۱۴ نمونه ای از حجاب هراسی است. در سال ۲۰۱۸، اتریش پوشش تمام صورت را به منظور محدود کردن دید اسلام ارتدکس ممنوع کرد. این مورد توسط پلیس مورد انتقاد قرار گرفت که در موقعیتی قرار گرفتند که از مردم به دلیل پوشیدن ماسک دود و اسکی متهم شوند. فرانسه و بلژیک از سال ۲۰۱۱ ممنوعیت مشابهی را وضع کرده‌اند. در سال ۲۰۱۵، یک ممنوعیت جزئی در هلند معرفی شد و پارلمان آلمان پوشش صورت هنگام رانندگی را در سپتامبر ۲۰۱۷ ممنوع کرد. حجابوفوبیا بر صنعت مهمان نوازی در مالزی نیز تأثیر می‌گذارد. هتل‌ها معتقدند کارمندانی که روسری می‌پوشند کمتر حرفه ای به نظر می‌رسند؛ بنابراین باعث اجرای سیاست‌های اسلام هراسانه می‌شود. در ۱۶ فوریه ۲۰۲۱، مجلس ملی فرانسه به لایحه «ضد جدایی طلبی» رای داد که هدف آن تقویت سیستم سکولار در فرانسه از طریق ممنوعیت پوشیدن حجاب برای زنان زیر ۱۸ سال در اماکن عمومی است. در پاسخ، #handsoffmyjab در سراسر پلتفرم‌های رسانه‌های اجتماعی منتشر شده‌است.

## یادداشت ها
1. ↑  The court verdict: "the prohibition on wearing an Islamic headscarf, which arises from an internal rule of a private undertaking prohibiting the visible wearing of any political, philosophical or religious sign in the workplace, does not constitute direct discrimination based on religion or belief within the meaning of that directive."